# Tour des Aéroports
De Tour des Aéroports is een Tunesische etappekoers. De koers werd in 1997 voor het eerst verreden en gewonnen door de Tunesiër Lemjed Belkadhi. vanaf 2011 tot 2016 is deze koers niet vereden. In 2006 en 2007 maakte de koers deel uit van de UCI Africa Tour, met een classificatie van 2.2.